# Kuligi (województwo kujawsko-pomorskie)
Kuligi – osada w Polsce położona w województwie kujawsko-pomorskim, w powiecie brodnickim, w gminie Brzozie.
W latach 1975–1998 miejscowość administracyjnie należała do województwa toruńskiego.

## Zabytki
Według rejestru zabytków NID na listę zabytków wpisany jest dwór z 2 poł. XVIII w., 1 poł. XIX w., k. XIX w., nr rej.: 465 z 18.01.1985.